# Juraj Jakubisko
Juraj Jakubisko (ur. 30 kwietnia 1938 w Kojšovie, zm. 24 lutego 2023 w Pradze) – słowacki reżyser, scenarzysta i operator filmowy. Jedna z najważniejszych postaci kinematografii słowackiej.

## Życiorys

### Studia
Juraj Jakubisko studiował na Wydziale Filmowym i Telewizyjnym Akademii Sztuk Scenicznych w Pradze. Pracował wtedy przy studenckich filmach przedstawicieli czeskiej szkoły filmowej Věry Chytilovej (Strop) i Jaromila Jireša (Sál ztracených kroků). Na pierwszym roku nakręcił m.in. etiudę filmową Posledný nálet (1960) o małej dziewczynce wystraszonej syreną podczas II wojny światowej. Jego pracą dyplomową był dojrzały film Czekając na Godota (1965), który został wyróżniony nagrodą Międzynarodowej Federacji Krytyków Filmowych na Międzynarodowym Festiwalu Filmowym w Mannheimie-Heidelbergu w 1968.

### Lata 60.
Pełnometrażowym debiutem fabularnym Jakubiski był nowatorski film Chrystusowe lata (1967), który zapowiadał nie tylko nowy talent na scenie kina czechosłowackiego, ale także początek odrębnego, słowackiego kina narodowego. Następny film Jakubiska, Dezerterzy i pielgrzymi (1968), został zaprezentowany w konkursie głównym na 29. Międzynarodowym Festiwalu Filmowym w Wenecji.
W 1969 miał premierę jeden z najważniejszych filmów reżysera, Ptaszki, sieroty i głupcy, który swoją międzynarodową premierę miał podczas Międzynarodowego Festiwalu Filmowego w Sorrento, gdzie został wtedy wyróżniony Złotą Syreną. Główne role zagrali Jiří Sýkora, Magda Vášáryová i Philippe Avron. Jakubisko nawiązał w filmie zarówno do literatury światowej (William Shakespeare, François Rabelais, Miguel de Cervantes), jak i do historii Słowacji (w pokoju jednego z bohaterów znajduje się popiersie Milana Rastislava Štefánika, trójka bohaterów bawi się wokół pomnika poległych w słowackim powstaniu narodowym, pojawiają się także odwołania do historii lat 60.). Zakończenie filmu było przez wielu interpretowane jako nawiązanie do najnowszych wydarzeń w komunistycznej Czechosłowacji, takich jak śmierć Jana Palacha. Z tego względu zakazano pokazów, a Jakubisko był inwigilowany. Gdy, po przełomie w 1989 roku, Ptaszki, sieroty i głupcy znów pojawiły się w kinach, zostały okrzyknięte jednym z najbardziej postępowych filmów słowackich.

### Lata 70. i 80.
W kolejnej produkcji, Dovidenia v pekle, priatelia! (1970), bohaterem filmu jest złodziej. Był to ostatni film fabularny Jakubiska do 1979 roku, ponieważ twórcy zakazano później produkcji fabuł osadzonych we współczesności. Pozwolono mu jedynie tworzyć materiały dla dzieci, filmy historyczne i komediowe. Gdy w 1979 roku Jakubisko nakręcił w końcu nowy, współczesny film, Postav dom, zasaď strom, produkcja nie doczekała się zagranicznej dystrybucji.
W 1983 Jakubisko ukończył adaptację książki Petra Jaroša pod tytułem Tysiącletnia pszczoła, do której scenariusz napisał wspólnie z pisarzem. Film w dwóch częściach opisuje historię słowackiej wsi w latach 1887–1917. Tytułowa pszczoła symbolizuje Słowaków, którzy przez stulecia pracowali jak pszczoły. Jako jedna z nielicznych czechosłowackich produkcji tego okresu, Tysiącletnia pszczoła zdobyła zainteresowanie zagranicznych odbiorców i krytyków: znalazła się w konkursie głównym na 40. Międzynarodowym Festiwalu Filmowym w Wenecji i zdobyła nagrodę UNICEF w Belgradzie.

### Lata 90. – współczesność

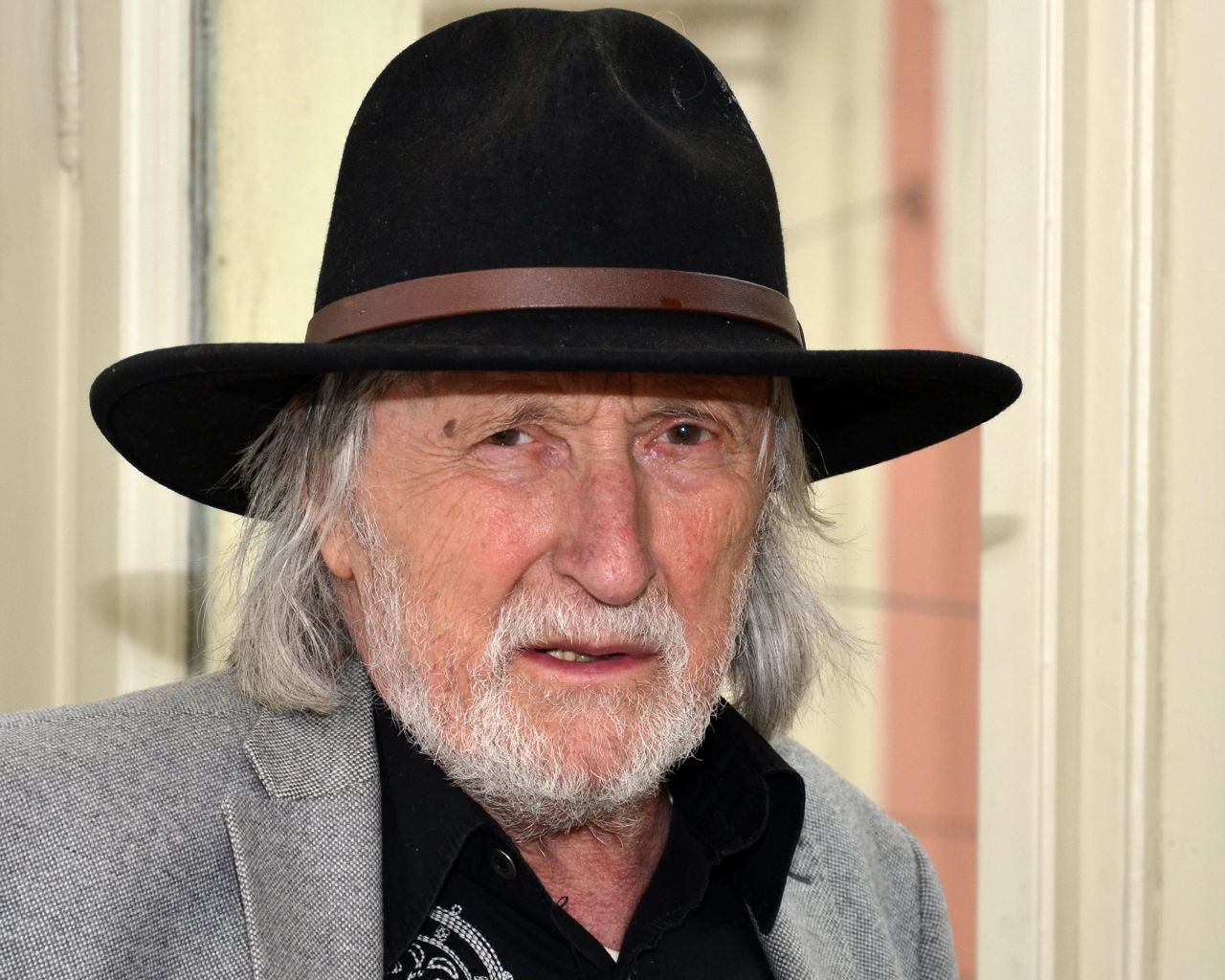
Juraj Jakubisko, 2015

Od 1993 Jakubisko mieszkał w Pradze i tam zrealizował trzy ostatnie filmy: Niepewne wiadomości o końcu świata (1997), Post coitum (2004) i Bathory (2008). W chwili powstania, Bathory była najdroższą czeską i słowacką produkcją filmową w historii, z budżetem 400 milionów koron słowackich. Producentką filmu była Deana Jakubisková-Horváthová, prywatnie żona Jakubiski.
W 2008 Jakubisko otrzymał Kryształowy Globus za wkład w kino światowe podczas Międzynarodowego Festiwalu Filmowego w Karlowych Warach. Był dwukrotnie nagrodzony przez Czeską Akademię Filmową i Telewizyjną Czeskim Lwem: w 2002 za wieloletni wkład w czeską kinematografię i w 2008 za film Bathory. W 2016 Jakubisko został odznaczony przez prezydenta Czech Václava Klausa Medalem Za Zasługi I stopnia w dziedzinie sztuki.
Od 2001 Jakubisko wykładał na Wydziale Filmowym i Telewizyjnym Akademii Sztuk Scenicznych w Pradze. Był członkiem Europejskiej Akademii Filmowej.
Zmarł 24 lutego 2023 roku w Pradze w wieku 84 lat.

## Styl

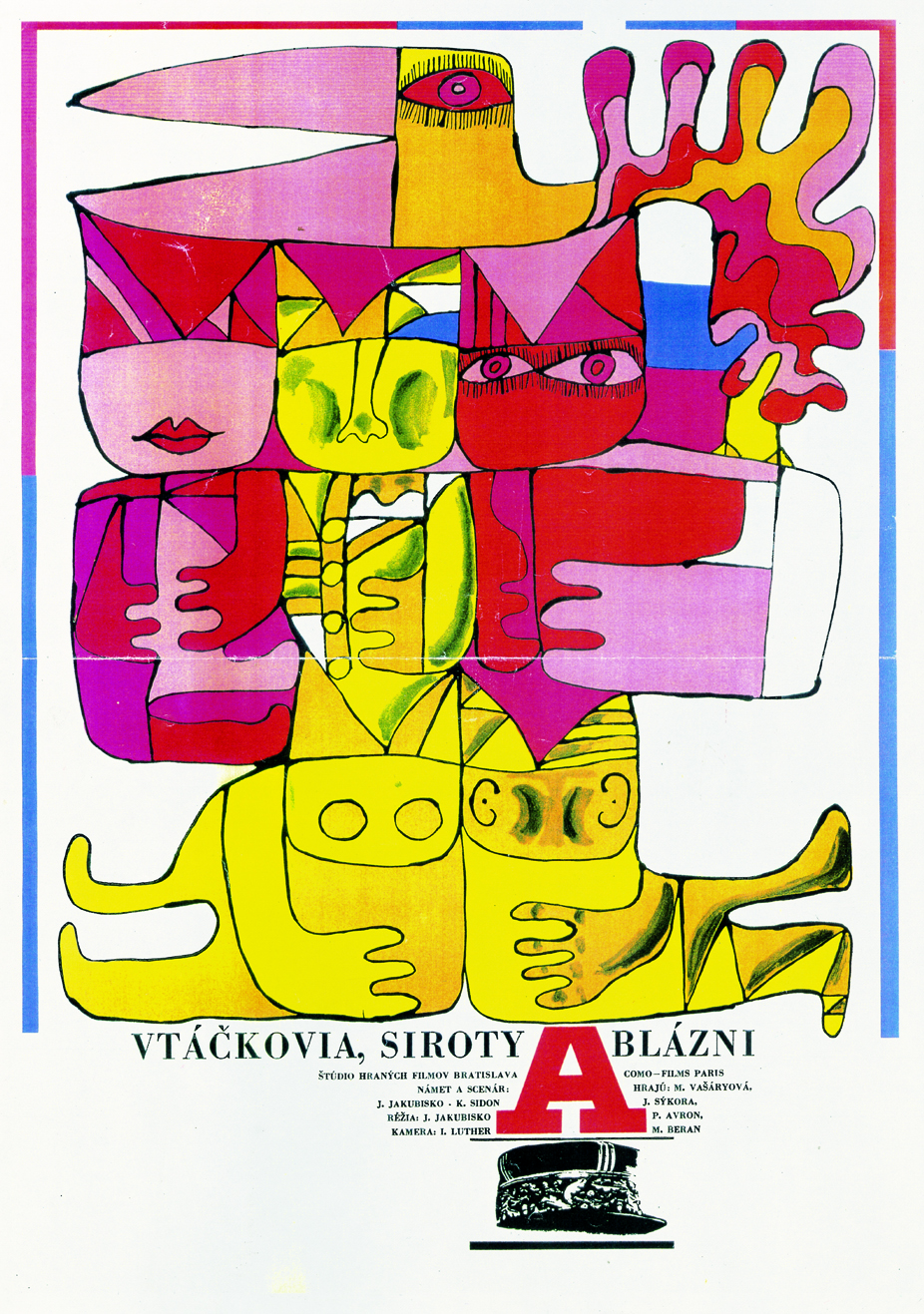
Słowacki plakat do filmu Ptaszki, sieroty i głupcy (1969).

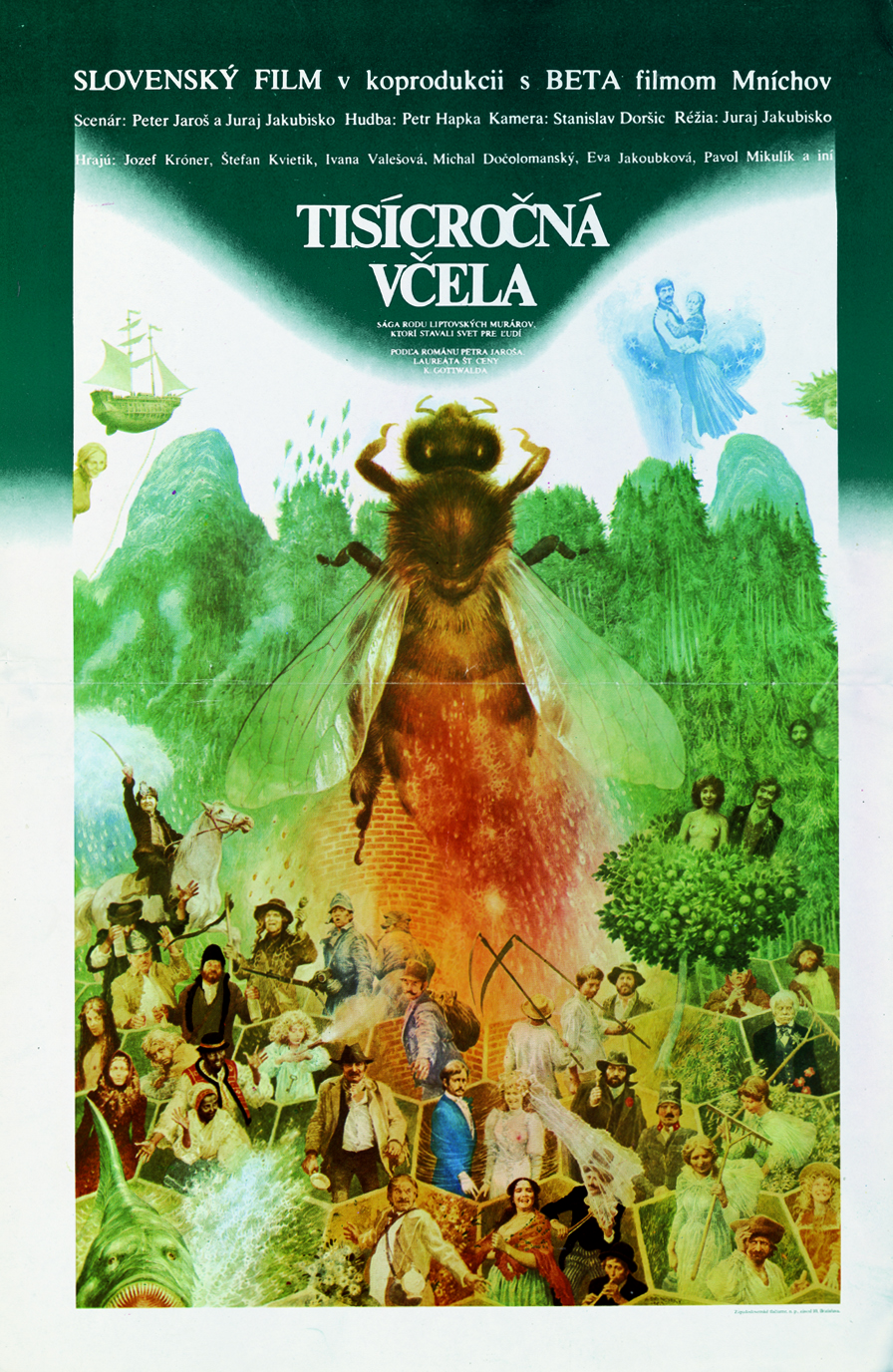
Słowacki plakat do filmu Tysiącletnia pszczoła (1983).

Jakubisko bywa nazywany „słowackim Fellinim”. Chronologicznie filmy Jakubiska wpisują się w okres Czechosłowackiej Nowej Fali, jednak jego charakterystyczny styl łatwo odróżnić na tle pokolenia. Jego twórczość cechuje bajkowa, magiczna atmosfera z elementami gry i humoru. Choć Jakubisko czerpał inspiracje z tradycji słowackiej wsi i folkloru, jego filmy odbiegają od konformizmu części słowackich reżyserów tworzących w czasach komunistycznych. Jakubisko wykorzystywał motywy ludowe, by eksperymentować z formą i testować nowe możliwości budowania narracji.

## Twórczość
- 1960: Posledný nálet
- 1960: Každý den má svoje jméno
- 1961: Strieborný vietor
- 1962: Prvá trieda
- 1963: Mlčení (pol. Milczenie)
- 1965: Déšť (pol. Deszcz)
- 1965: Čekají na Godota (pol. Czekając na Godota)
- 1967: Kristove roky (pol. Chrystusowe lata)
- 1968: Zbehovia a pútnici (pol. Dezerterzy i pielgrzymi)
- 1969: Vtáčkovia, siroty a blázni (pol. Ptaszki, sieroty i głupcy)
- 1970/1990: Dovidenia v pekle, priatelia! (dokończony w 1990[7], pol. Do widzenia w piekle, przyjaciele!)
- 1972: Stavba storočia (dokument, pol. Budowa stulecia)
- 1975: Slovensko – krajina pod Tatrami (dokument telewizyjny)
- 1977: Bubeník Červeného kríža (dokument, pol. Dobosz czerwonego krzyża)
- 1978: Tri vrecia cementu a živý kohút
- 1979: Postav dom, zasaď strom
- 1981: Nevera po slovensky (pol. Niewierność po słowacku)
- 1983: Tisícročná včela (pol. Tysiącletnia pszczoła)
- 1985: Perinbaba (pol. Pani Zima)
- 1987: Pehavý Max a strašidlá
- 1987: Frankensteinova Teta (miniserial telewizyjny)
- 1989: Sedím na konári a je mi dobre (pol. Siedzę na gałęzi i jest mi dobrze)
- 1990: Takmer ružový príbeh (film telewizyjny)
- 1992: Lepšie byť bohatý a zdravý ako chudobný a chorý (pol. Lepiej być zdrowym i bogatym niż biednym i chorym)
- 1997: Nejasná zpráva o konci světa (pol. Niepewne wiadomości o końcu świata)
- 2004: Post coitum
- 2008: Bathory